# الحروب الإسلامية الخزرية
الحروب الإسلامية الخزرية هي الحروب التي وقعت من الربع الثاني في القرن السابع واستمرت حتى أواسط القرن التاسع بين الخزر والمسلمين.

## عهد الخلفاء

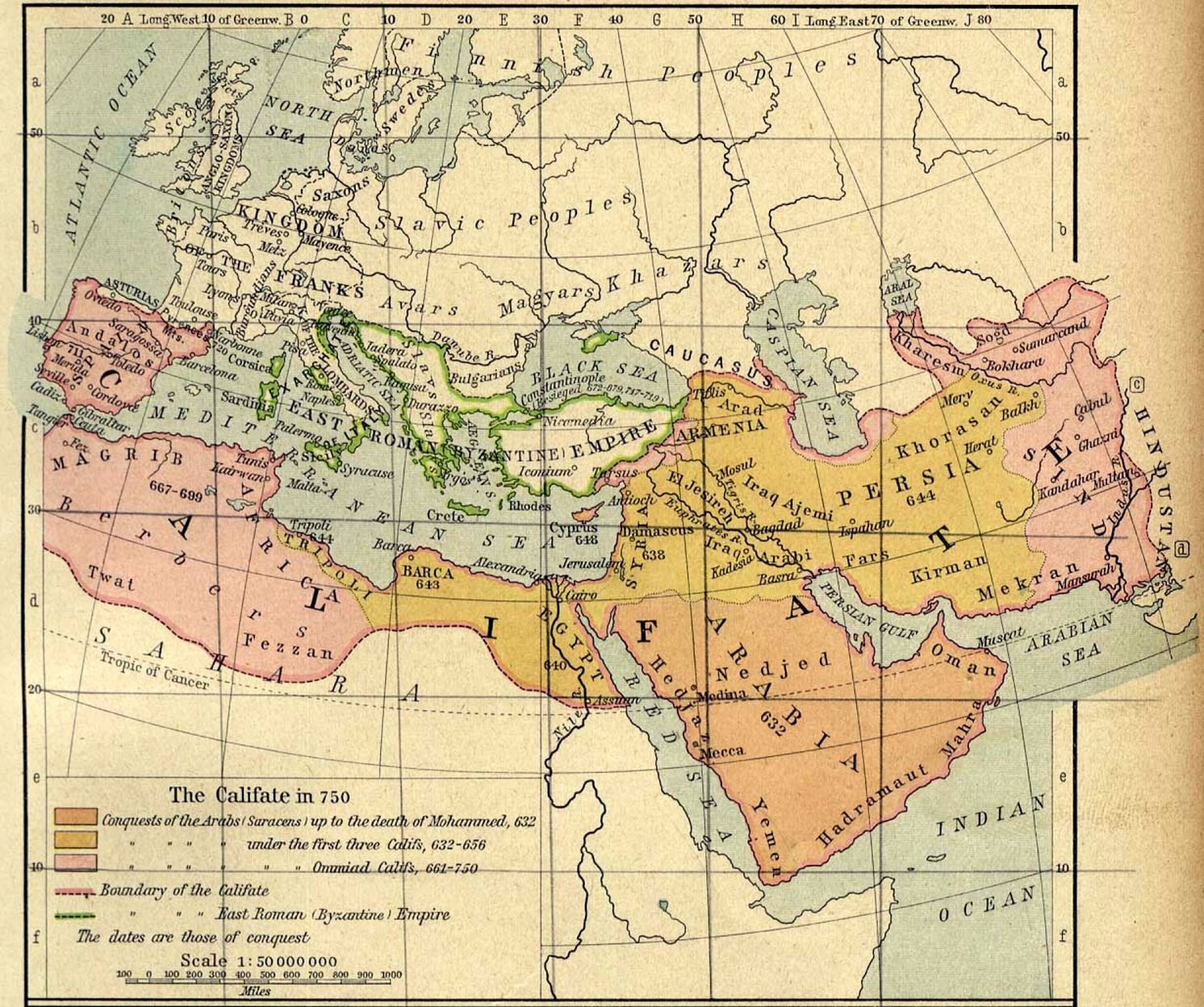
التوسع في عهد الخلفاء

شهد القرن السابع أقوى وأهم الحروب المتكررة بين الخزر والمسلمين. وبدأت الحروب باتحاد البيزنطيين مع الخزر ضد إمبراطورية الساسانيون الضعيفة، حيث بدأ المسلمون العرب بهدم دولة الساسانيون والسيطرة على أراضيها، وسيطروا على أراضي إيرانية، وعلى طريق أرمينيا باتجاه القوقاز، ومن جانب أخر تقدموا باتجاه الأناضول من ناحية سوريا. وكانت المواجهات بين العرب والخزر شديدة مستمرة. أول هجوم كبير كان في عام 22هـ /حوالي 642. عندما أرسل الخليفة عمر بن الخطاب سراقة بن عمرو -وكان والي البصرة - ليهاجم مدينة باب الأبواب (دربند حاليا) وأرسل سراقة مقدمة جيشه بقيادة عبد الرحمن بن ربيعة الذي تمكن من دخولها صلحاً وبعد وفاة سراقة بمدينة باب الابواب خلفه عبد الرحمن بالقيادة واتجه بعدها لغزو مدينة بلنجر. إلا أن الخزر قام باستعادتها بعد ذلك من جديد. وقتلوا ما يقرب من 40 ألف جندي مسلم. وبعد استيلاء المسلمين على بلنجر قام الخزر بنقل عاصمتهم إلى اتيل. وبعدها تقدموا نحو الجنوب ودخلوا أرمينيا.
لم تستطع إمبراطورية بلغاريا الكبرى التي في شمال البحر الأسود تحمل مواجهة الخزر وإعاقة توسعهم وتقدمهم، ونتيجة لذلك تقسمت الإمبراطورية إلى أجزء ووصل الخزر حتى سهول نهر دنيبر. وأغلقوا الطريق في وجه المسلمين المتقدمين نحو الجنوب إلى القوقاز والخانات. وفي عام 669 إنفصلوا عن إدار الصبرين والأروجينين والأوبرانين. واستقروا في المنطقة الواقعة بين نهر الدون والقوقاز. ودخل أهل تلك المنطقة تحت حكم الخزر. وفي عام 679 استولى على البلغار وانتشروا باتجاه الجنوب بين نهر الدون ونهر دنيبر. وفي عام 683 كانوا يهاجمون شبه جزيرة أيبيريا وألبانيا القوقازية وأرمينيا ليحصلوا على الغنائم ويعودون. وفي تلك الأثناء في عام 685 قام أمير أرمينيا بمحاربة الخزر الراغيبين في الإستيلاء على دولته وردهم على أعقابهم. وقبل أن ينتهي القرن السابع استولى الخزر على القرم، وبذلك فقد حققوا السيطرة الكاملة على منطقة بحر آزوف. وبذلك فقد سيطر الخزر على المناطق من بحر قزوين حتى سهول نهر دنيبر في القوقاز، وفي الجنوب حتى نهر أوكا، بالإضافة إلى القرم. وبعد الحروب التي وقعت بين المسلمين والخزر في عام 651-652 وبعد استشهاد الخليفة عثمان بن عفان وبعد اختيار سيدنا علي بن أبي طالب قلت المواجهات بين الخزر والمسلمين التي كانت تأتي على شكل اغارات من ناحية القوقاز. وواصل الخزر التقدم حتى وصلوا إلى آران.

## العهد الأموي
استمرت المواجهات الحدودية بين المسلمين والخزر قرابة النصف قرن، وبدأت الهجمات الكبرى على القوقاز من جديد في عهد الخليفة الأموى معاوية بن أبي سفيان. وكان على قائد هذا الجيش مسلمة بن عبد الملك، وقد قام بالعبور من أذربيجان وهاجم دربنت. وفي عام 711 هاجم مسلمة الخزر من جديد، وتقدم في أنحاء دربنت حتى استولى عليها في عام 714. إلا أنه في عام 717 اضطر مسلمة للذهاب إلى إسطنبول والانفصال عن القوقاز وانسحب القوات الإسلامية أمام هجمات الخزر. وبناء على هذا دخل الخزر إلى شِرفان (منطقة في سعرد) واحتلوا جزءً كبيرا من أذربيجان. وفي عهد عمر بن عبد العزيز نجح حاتم بن النعمان في وقف تقدم الخزر. ولكن بعد خمس سنوات قام الخزر وبمساعدة من قبائل الأتراك والقفجاق بهزيمة المسلمين وألحقوا بهم خسائر كبيرة. وقد استطاع الناجون من تلك الهزيمة العودة إلى دمشق. ولتعويض ما حدث قام الخليفة الأموي يزيد بن عبد الملك بتعين الجراح بن عبد الله الحكمي حاكم منطقة جنوب القوقاز(وكانت تضم اقليم أذربيجان بالإضافة إلى أرمينيا وجورجيا التي كانتا تخضعان للسلطة العربية مع احتفاظهما باستقلال ذاتي) لمواجهة الخزر، وقد كان حاكمًا بارعًا لمنطقته.
قام الجراح بتحقيق انتصارات ناجحة ضد الخزر ما بين عام 721 و723، فقد استولى على دربنت، وقد تقابل الجيشين على شمال دربنت في موقعة نَوَرَان. وقد ألحق الجراح هزيمة نكراء بالخزر في تلك الحرب. وقام الجراح بعد ذلك بالاستيلاء على بلنجر. وعلى اثر ذلك انتقل حاكم الخزر إلى مدينة اتيل الواقعة على نهر اتيل وجعلها عاصمة دولته. وفي عام 726 في عهد هشام بن عبد الملك قام مسلمة مجددا بمهاجمة الخزر، وتحرك باتجاه أذربيجان وداغستان واستولى على عدد من القلاع. وقد هاجم مسلمة الخزر مجددا في نفس العام، وحصل على عدد كبير من الأسرى والغنائم وتركها ورحل. وفي عام 730 هاجم الجراح الخزر واستولى على مدينة بيضاء. وفي عام 731 قام الخزر بأعنف وأقوى هجوم لهم داخل أراضي دولة الخلافة وكان ذلك في عهد هشام بن عبد الملك.
حيث هاجم جيش خزري ضخم (قُدر ب 300 ألف مقاتل) منطقة أذربيجان تحت قيادة بارجليم ابن خاقان الخزر الذي اقتحم مناطق السيطرة العربية عبر مضيق داريل (الذي يعد حاليا نقطة بين الحدود بين جمهوريات انغوشيا واوسيتيا الشمالية وجورجيا) وعبر الران حتى وصل إلى اقليم أذربيجان شمال إيران الحالية وكان والي المنطقة الجراح بن عبد الله الحكمي الذي سبق له أن حارب الخزر لا يملك القوات الكافية لمواجهة ذلك الجيش الخزري قد شغل بجيشه مناطق حصينة في جبل سبلان منتظر قدوم تعزيزات من الخلافة، ولكن الجراح لسبب ما (ربما بسبب تهديد الخزر لمدينة أردبيل عاصمة ولايته) قرر النزول ومواجهة الخزر بالقوات التي معه (وكانت مؤلفة من 25 ألف مقاتل) والتي كان الخزر يتفوقون عليها تفوقا ساحقا وجرت معركة غير متكافئة بين الفريقين قرب أردبيلتسمى معركة مرج أردبيل، واستمر القتال يومين وأبيدت فيها القوات الأموية وفي مساء اليوم الثاني ومع حلول الظلام ترك كثير من المقاتلين في الجيش الأموي أرض المعركة ولاذو بالفرار ولم يبقى مع الجراح قوات كبيرة وفي اليوم الثالث قام الخزر بهجوم أخير فر الجنود الأمويون أمامه وحسب الرواية فان الجراح استطاع أن يوقف الفرار وأقنع المقاتلين بالقتال معه والموت في سبيل الله واستشهد الجراح نفسه في تلك المعركة وقام القائد الخزري بقطع رأسه ووضعه على رمح.
ولم ينجو من المقاتلين العرب المسلمين في تلك المعركة إلا بضع مئات وبعد تحطيم تلك القوة الأموية وظلت الجيوش العربية بعد ذلك إلى امد طويل تضرب المثل لكل ليلة حربية شديدة بقولها ((ليلة كليلة الجراح)) ولكل يوم عصيب بقولها ((يوم كيوم الجراح))، وفي ذلك اليوم وتلك الليلة استشهد القائد العظيم الجراح بن عبدالله الحكمي وكل من كان معه من المجاهدين إلى آخر مقاتل فيهم (رحمهم الله ورضي عنهم، واعلى مقامهم مع الصديقين في جنات النعيم). قام الخزر بحصار أردبيل وأحاطوها بالمنجنيقات وبعد مقاومة قصيرة استسلمت المدينة وقام الخزر بقتل ما تبقى من المقاتلة فيها وسبي السكان ثم انطلقت وحدات من الجيش الخزري للقيام بغارات عميقة فوصلت إلى محيط الموصل وديار بكر ولكن تم صد الغارة على تلك المناطق ووفقا للمصادر العربية (الطبري) فان الجنود العرب كانو غاضبين من اهانة رأس قائدهم الجراح مما جعلهم يقاتلون بقوة فتمكنو من دحر الخزر في ضواحي الموصل. ثم قام جيش أموي تحت قيادة مسلمة بن عبد الملك شقيق الخليفة هشام بن عبد الملك بهجوم مضاد تمكن فيه من استرداد المناطق التي احتلها الخزر ثم عبر الحدود بين الخلافة ودولة الخزر وقام بغارة احتل فيها مدينة بلنجر التي تقع شمال القوقاز فترة وجيزة ثم تركها محملا بالغنائم والأسرى وقام مسلمة بتحصين مدينة دربند (تقع حاليا في داغستان على شاطئ بحر قزوين وتشكل ممرا على شكل مضيق جبلي) والتي صارت ثغرا وحدا فاصلا بين دولة الخلافة ودولة الخزر.
وفي عام 732-733 عُين مروان بن محمد(ابن عم الخليفة هشام بن عبد الملك والخليفة المستقبلي الذي سيكون أخر الخلفاء الأمويين وسيقتل على يد العباسيين) على ولاية أرمينيا وأذربيجان. وقد حقق المسلمون في زمانه أهم إنجازتهم. وقد بدأ جيشه بأربعين ألف مقاتل واقتحم به أراضي دولة الخزر عبر مضيقي دربند وداريل واستولى على دربنت، وبعدها أصبحه جيشه 150 ألف وقيل 120، وقرر التقدم حتى مدينة اتيل عاصمة الخزر. واستولى الجيش الأموي على مدينة سمندر، وباستيلائه على تلك المدينة أخذ الجزية من الخزرين ومعهم أيضا الداغستانيين. وفي عام 737 -738 تقدم الجيش المكون من 150 ألف جندي حتى العاصمة اتيل، وبعد ذلك هاجم سمندر ثاني أكبر مدينة للخزر في دغستان من منطقة غزاه عن طريق نهركورا. ووفقًا للمصادر فإن الخليفة الأموي عزل القسم الأكبر من دربنت وجعله فرعًا تحت حكمه الشخصى، وأثناء قيامه بذلك هاجم الخزر بطريقة مفاجئه. ولم يستطع الخزر مواجهة مراون، وسار جيش مروان كله باتجاه اتيل واستولى على القسم الجنوبي منها والمسمى البيضاء. ثم تابع مطاردة خاقان الخزر الذي هرب في عمق دولته، وأرسل له جيش مكون من 40 ألف جندي، وواصل الجيش الأموي مطاردته ووصل الجيش الأموي أثناء المطاردة إلى النهر السلافي (على الراجح نهر الدون أو الفولغا في الجنوب الروسي) حيث تم تحطيم الجيش الخزري بالكامل وطلب الخاقان الخزري السلام وفي مقابل الاحتفاظ بعرشه وعد الخاقان باعتناق الإسلام، وقد قُتل في تلك الحرب من الخزر 100 ألف، وأسر منهم سبعة ألاف، واستقر مروان بعد ذلك في منطقة شبران وصامور في جنوب دربنت. وبقى فقيهان هناك ليعلموا الناس أمور دين الإسلام. ويبدو أن إسلامه كان ظاهريا حيث أنه ارتد عنه فيما بعد202-213. يعتقد أرتامنوف أن الخزر لعبوا أهم دور في التاريخ حيث قاموا بمنع العرب المسلمين من الإستيلاء على القوقاز، وقاموا كذلك بعرقلة انتشار الدين الإسلامي في القرن الثامن في منطقة اتيل والبحر الأسود. وهكذا لم يجد الإسلام فرصة حقيقية للانتشار بين الأقوام الذين في تلك المنطقة. وذلك لأن الأمويين لم يقوو مراكزهم في الأماكن التي وصلوها بل انسحبت جيوشهم بناء على الاتفاق الذي عقد مع الخاقان وبعد انسحابهم بقيت دولة الخزر مستقلة ثم اشتعلت فتن داخلية في دولة الخلافة ابتدأت مع موت هشام بن عبد الملك وتولي الخليفة الوليد الثاني بن يزيد الحكم وانتهت بمصرع مروان بن محمد أخر خليفة أموي وانتهاء الخلافة الأموية عام 750. وبعد حروب مروان شهدت الحروب الإسلامية الخزرية هدوءً في المجمل وكانت مجر هجمات بسيطة فقط. ويعتقد طوجان أنه لم يُرى مثيل لما حدث في تاريخ الأموين عند نقل الجيش الأموى الكبير من السهوب التي بين اديل وناراك إلى العاصمة اتيل.

## عهد العباسين
فقدت الحروب الإسلامية الخزرية قوتها السابقة بعد وصول العباسيين لحكم المسلمين بعد عام 763. فلم تكن سياسة العباسيين توسعية بخلاف الأمويين. وفي 764-765 هاجم ملك الخزر المسلمين من جديد. وقد ساعد البيزنطيين الخزر في تلك الحرب لحماية حكمهم في القوقاز. وفي عام 765 استولى الخزر على مجددا على تيفليس من أيدى المسلمين بمساعدة القبائل التركية، وقتل العديد من المسلمين. وكانت أخر هجمات الخزر على الدولة العباسية في عهد هارون الرشيد، وفي عام 799 تزوج وزير هارون الفضل بن يحيى البرمكي بابنة ملك الخزر ستيت. وتوفيت مسمومة وهي حامل في بردع. وعاد الجنود الذين كانوا مع بنت الملك إلى الخزر مسرعين وقال للملك أن ابنته قتلت عن عمد. ورد الملك على هذا بمهاجمة المسلمين وأسر ما يقرب من 100.000 أسير. ورد الخليفة هارون الرشيد على هذا بأن أرسل قائد جنوده يزيد إلى الخزر. ونجح يزيد في إخراج الخزر من أرمينيا. ولم تتحدث أي مصادر عربية عن وقوع حروب بين العرب والخزر بعد ذلك. وبذلك تنتهي الحروب التي قام بها المسلمون لنشر الإسلام في جنوب القوقاز. وفيما بعد يقوم الخليفة أبو جعفر هارون الواثق بالله بإرسال محمد بن موسى الحضرمي ومعه سلام الترجمان لكشف معلومات عن سد يأجوج ومأجوج، وقد أثبتوا بإذن ومساعدة حاكم الخزر عدم وجود السد هناك.